# Abrams Battle Tank
Abrams Battle Tank — танковый симулятор, разработанный Dynamix и выпущенная Electronic Arts в 1988 году для DOS. В 1991 году игра была портирована для Sega Mega Drive и выпущена под названием M-1 Abrams Battle Tank. Игра стала одной из первых компьютерных танковых симуляторов, сформировав основные элементы этого жанра.
Игровой процесс разделён между четырьмя членами боевого танка M1 Abrams. Игра разделена на несколько сценариев, в ходе которых предстоит воевать против превосходящих сил Варшавского Договора.

## Оценки и мнения
Несмотря на то, игра позиционировалась как симулятор, миссии были по большей части в аркадном стиле. Computer Gaming World, дав в целом положительную оценку игре, покритиковала её за отсутствие реализма.
На сайте AllGame версии для Sega Genesis выставлена оценка в 2,5 звезды из 5.